# Kosztarab Mihály
Kosztarab Mihály vagy Michael Kosztarab (Bukarest, Románia, 1927. július 7. – Blacksburg, Virginia, USA, 2022. szeptember 6.) amerikai magyar entomológus, talajbiológus, a Magyar Tudományos Akadémia külső tagja. A pajzstetvek (Coccoidea) öregcsaládjának nemzetközi szinten elismert rovartani kutatója.

## Életútja
Apai ágon barcasági csángó, anyai részről székely származású. Az udvarhelyi Csehétfalván nevelkedett, majd miután elvégezte a bukaresti református iskolát, 1940-ben a család a magyarországi Rákoshegyre költözött. A zuglói Középfokú Kertészeti Tanintézet elvégzését követően, 1947-től 1950-ig a földművelésügyi minisztérium növényvédelmi szolgálatának alkalmazásában állt, s a Szigetközben dolgozott Jermy Tibor asszisztenseként. Ezzel párhuzamosan 1947-től tanulmányokat folytatott a Magyar Agrártudományi Egyetemen, ahol 1951-ben szerezte meg kertészmérnöki oklevelét. 1951-től az egyetem – 1953 után Kertészeti és Szőlészeti Főiskola néven önállósult – kertészeti karán, az állati kártevők tanszékén oktatott tanársegédként egészen 1956 végéig, amikor elhagyta az országot.
1957-ben az Amerikai Egyesült Államokban telepedett le. 1957 és 1960 között Baltimore-ban dolgozott entomológus kutatóként és szaktanácsadóként. 1960-tól az Ohiói Állami Egyetemen képezte tovább magát, s itt védte meg 1962-ben doktori disszertációját. Még ugyanebben az évben a Virginiai Műszaki Főiskolára nevezték ki a rovartan adjunktusává, 1967-től pedig egyetemi tanári címmel oktatott az – 1970 után Virginiai Műszaki Főiskola és Állami Egyetem nevet viselő – intézményben. Oktatói munkájával párhuzamosan 1984-től 1988-ig az amerikai Nemzeti Biológiai Felmérések (National Biological Survey) szervezőbizottságának munkáját elnökölte. 1987-től a virginiai egyetemi rendszertani gyűjtemény kutatója, majd 1990-től az ebből szervezett blacksburgi Virginiai Műegyetemi Természettudományi Múzeum (Virginia Tech Museum of Natural History) alapító igazgatói feladatait is ellátta. 1992-ben tanszékéről nyugdíjba vonult, ezt követően az egyetem professor emeritusa volt.

## Munkássága
Rovartani kutatásai a pajzstetvek (Coccoidea) biológiája, rendszertana és alaktana körül összpontosulnak. Az 1970-es évek második felében közreműködött a magyarországi (1978), majd azt követően a közép-európai (1988), az északkelet-amerikai (1996) és a virginiai (1999) pajzstetűfauna monografikus feldolgozásában. Személyesen vagy munkatársaival közösen fedezett fel és írta le a pajzstetvek tizenkét nemzetséget és ötvenhét faját. A nevét viseli több, a pajzstetvek öregcsaládjába tartozó faj, így például a Chionaspis kosztarabi, Kermes kosztarabi, Pseudococcus kosztarabi, Puto kosztarabi, valamint az Acroneuria kosztarabi nevű álkérészfaj és a rojtosszárnyúak közé tartozó Torvothrips kosztarabi.
Pajzstetűkutatásai mellett általában is foglalkozott a kártevő rovarokkal, s  közreműködött Észak-Amerika rovar- és pókszabású-faunájának felmérésében. Tanulmányozta a növényvédő rovarirtó szerek hatásmechanizmusát, s a biológiai növényvédelem híveként sikeresen telepítette át Virginiába a pajzstetvek természetes ellenségét, az Európában honos ködfoltos pajzstetvészt (Anthribus nebulosus). Tudományos munkásságának másik jelentős vonulata a savas eső hatásának vizsgálata a talajlakó mikroorganizmusokra.
Jelentős tudományszervező tevékenységet fejt ki választott hazájában: múzeumigazgatói tisztsége mellett szervezőmunkája eredményeként jött létre a Virginiai Természettudományi Társaság (Virginia Natural History Society), amelynek 1992 és 1994 között első elnöke volt. Tudományos dolgozatainak száma meghaladta a százhatvanat. 1967-től a Morphology and Systematics of Scale Insects, 1969-től a The Insects of Virginia című rovartani folyóiratok alapító főszerkesztője volt. Önéletírása 1997-ben – magyarul 1999-ben – jelent meg.

### Társasági tagságai és elismerései
1975-től tagja a Virginiai Tudományos Akadémiának, 1993-tól tiszteletbeli tagja az Amerikai Rovartani Társaságnak (Entomological Society of America), 1970 és 1989 között részt vett a washingtoni Cosmos Club munkájában. Az óhaza elismerését jelzi, hogy 1979-től tiszteletbeli tagja a Magyar Rovartani Társaságnak, 1995-ben pedig a Magyar Tudományos Akadémia külső tagjává választották. Mindemellett tagja több nemzetközi tudományos szervezetnek, 1989-ben a Londoni Királyi Rovartani Társaság (Royal Entomological Society of London) emelte tiszteleti tagjai sorába.
Tudományos érdemei elismeréseként 1998-ban Thomas Jefferson-díjat, 2001-ben pedig Leland Ossian Howard-életműdíjat kapott. 1993-ban a budapesti Kertészeti és Élelmiszeripari Egyetem díszdoktorává avatták.

## Főbb művei
- Studies on the morphology and taxonomy of the males of Antonina and one related genus (Homoptera: Coccoidea, Pseudococcidae). Blacksburg: Virginia Polytechnic Institute. 1967 (Sherif A. Afifivel)
- A morphological and systematic study of the first instar nymphs of the genus Lecanodiaspis (Homoptera: Coccoidea: Lecanodiaspididae). Blacksburg: Virginia Polytechnic Institute. 1970 (Michael L. Williamsszel)
- Morphology and systematics of the adult females of the genus Cerococcus. Blacksburg: Virginia Polytechnic Institute and State University. 1977 (Paris Lee Lambdinnal)
- Morphology and systematics of the first instars of the genus Cerococcus (Homoptera: Coccoidea: Cerococcidae). Blacksburg: Virginia Polytechnic Institute and State University. 1979 (Avas B. Hamonnal)
- Pajzstetvek. Budapest: Akadémiai 1978. = Magyarország Állatvilága. (Kozár Ferenccel)
- Scale insects of Central Europe. Budapest: Akadémiai. Dordrecht; Boston: Kluwer. 1988 (Kozár Ferenccel)
- Systematics of North American insects and arachnids: Status and needs. Ed. by Michael Kosztarab, Carl W. Schaefer. Blacksburg: Virginia Polytechnic Institute and State University. 1990
- Scale insects of northeastern North America: Identification, biology, and distribution. Martinsville: Virginia Museum of Natural History. 1996
- Transylvanian roots: The true life adventures of a Hungarian American. Blacksburg: Pocahontas Press. 1997
Magyarul: Erdélyi gyökerek: Egy amerikai magyar emigráns tanulságos élettörténete. Budapest: Püski. 1999
- Revision of the tribe Serrolecaniini (Homoptera: Pseudococcidae). Berlin; New York: Walter de Gruyter. 1999 (Harlan J. Hendricksszel)
- A history of the Virginia Academy of Science (1923–2001). Blacksburg. 2001 (Szerkesztette többekkel)